# Mesoleius ephippium
Mesoleius ephippium är en stekelart som beskrevs av Tschek 1869. Mesoleius ephippium ingår i släktet Mesoleius och familjen brokparasitsteklar. Inga underarter finns listade i Catalogue of Life.